# 木下廃寺
木下廃寺（きおろしはいじ）は、千葉県印西市別所にあった古代寺院。手賀沼の支谷を南に望む下総台地上に所在し、木下別所廃寺とも称される。北西約800メートルには、当廃寺の瓦を焼いた曽谷窪瓦窯跡も発見されている。

## 概要
昭和52年〜53年（1977年〜78年）に発掘調査が行われ、法起寺式伽藍配置の遺構のほか、様々な資料が検出された。出土した資料のうち鎧瓦は単弁八葉蓮華文である。単弁八葉蓮華文鎧瓦の瓦当模様は栄町の龍角寺の系統を引き、似た模様は旧岬町（現・いすみ市）の岩熊廃寺の鎧瓦に認められる。瓦当模様の系譜が九十九里浜南端の旧岬町の岩熊廃寺と似ることから水上交通とのかかわりが考えられ、当廃寺の檀越はこの地域を管掌し香取海の水上交通にかかわっていたとも推測される。
なお、当廃寺の南東5キロメートルの旧本埜村にある龍腹寺の縁起によると、同寺は天文19年（1550年）に当廃寺近隣の本埜村滝から移転したとされる。このことから、当廃寺は当初の龍腹寺であったとする説もある。